# Taiharuru (fleuve)
Le fleuve Taiharuru  (en anglais : Taiharuru River) est un cours d’eau de la région du Northland dans l’Île du Nord de la Nouvelle-Zélande.

## Géographie
Il s’écoule essentiellement vers le nord-est à partir de sa source située à l’est de la ville de Whangarei, se déversant dans l’extrémité sud de la  Baie de Ngunguru. Environ la moitié de la longueur de la rivière est un   Aber (Aber ou Ria), c’est-à-dire une vallée inondée, limoneuse.